# Ahmed Taşköprüzade

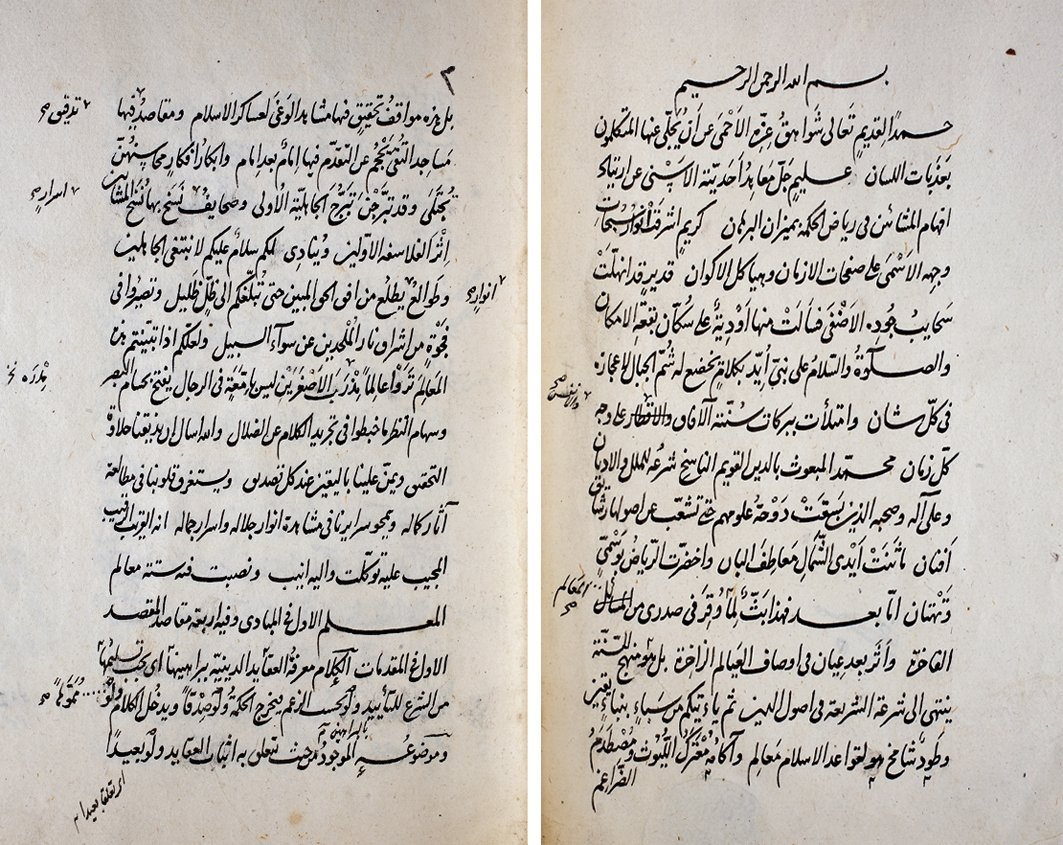
Die ersten beiden Seiten einer Handschrift von Taşköprüzades Werk al-Maʿālim fī ʿilm a-kalām, einer Abhandlung zur Kalām-Wissenschaft

Ahmed Taşköprüzade, mit vollem arabischen Namen Abū l-Chair ʿIsām ad-Dīn Ahmad ibn Mustafā Tāškubrīzādah (arabisch أبو الخير عصام الدين أحمد بن مصطفى طاشكبري زاده, DMG Abū l-Ḫair ʿIṣām ad-Dīn Aḥmad b. Muṣṭafā Ṭāškubrīzādah; geb. 2. Dezember 1495 in Bursa; gest. 16. April 1561 in Istanbul),  war ein osmanischer Gelehrter, der vor allem für seine Sammlung von Biographien osmanischer Gelehrter aš-Šaqāʾiq an-nuʿmānīya sowie seine Enzyklopädie der Wissenschaften Miftāḥ as-saʿāda wa-miṣbāḥ as-siyāda bekannt ist. Er verfasste seine Werke ausschließlich auf Arabisch, davon auch einige zur islamischen Theologie.

## Leben
Taşköprüzade verbrachte seine frühe Kindheit in Bursa. Dann ging er zu seinem Vater Muslih ad-Dīn Mustafā Efendi nach Ankara, der dort an der Akmedrese unterrichtete, und lernte den Koran auswendig. Nachdem sein Vater nach Skopje berufen worden war, kehrte er nach Bursa zurück. Anschließend schickte sein Vater ihn und seinen Bruder Nizām ad-Dīn Mehmed nach Istanbul zu den Gelehrten ʿAlāʾ ad-Dīn Efendī Yetīm. Nachdem er in der Medrese arabische Grammatik studiert hatte, ging er zusammen mit seinem Bruder zu seinem väterlichen Onkel Qiwām ad-Dīn Qāsim Efendi, der Professor an der Molla-Hüsrev-Medrese in Bursa war. Dort verstarb sein Bruder. Nachdem sein Vater an die Hüseyniye-Medrese in Amasya berufen worden war, ging er nach Amasya und setzte dort seine Ausbildung bei seinem Vater fort. Er nahm Unterricht bei Gelehrten wie Şeyhzāde Muhyī d-Dīn Mehmed Kocevī, Mahmūd ibn Qādızāde-i Rūmī, Muhammad at-Tūnisī und schloss seine Ausbildung ab.
1525 begann Taşköprüzade, an der Oruç-Paşa-Medrese von Dimetoka zu unterrichten. Ein Jahr später wurde er an die Hacı-Hasan-Medrese in Istanbul versetzt. Nachdem sein Vater 1529 gestorben war, wurde er 1530 zum Professor an der Alaca-İshak-Bey-Medrese in Skopje berufen und 1536 an die Kalenderhane-Medrese in Istanbul. 1539 wurde er an die Üç Şerefeli Medrese in Edirne versetzt und kurze Zeit später an die Sahn-ı Seman Medrese der Fatih-Moschee, wo er bis 1544 lehrte. Danach lehrte er an der Medrese von Bayezid II. in Edirne.
1545 gab Taşköprüzade die Lehre auf, um das Amt des Qādī in Bursa zu übernehmen. 1547 wurde er aber entlassen und als Professor an der Sahn-Medrese wieder eingesetzt. 1551 übernahm er das Amt des Qādī von Istanbul. Allerdings musste er dieses aufgrund eines Augenleidens, an dem er erblindete, 1554 wieder aufgeben. Die nachfolgenden Jahre verbrachte er damit, seine Werke zu diktieren.
Taşköprüzade gehörte dem Chalwatīya-Orden an. Außerdem war er auch ein begabter Kalligraph. Das mit dieser Tätigkeit verdiente Geld gab er für den Lebensunterhalt seiner Schüler aus.
Taşköprüzade starb am 16. April 1561 in Istanbul und wurde auf dem Friedhof der Aşık-Paşa-Moschee in Fatih begraben. Einer seiner Söhne war der Geschichtsschreiber Kemāl ed-Dīn Mehmed (gest. 1621). Ein jüngerer Sohn namans Ebū Hāmid, der als Qāḍī tätig war, starb im Jahre 1597.

## Werke
Taşköprüzade verfasste fast 30 eigenständige Werke zu so verschiedenen Bereichen wie Kalām, Fiqh, Koranexegese, Ethik, Logik, arabische Sprache und Literatur, Biographie und Wissenschaftsgeschichte. Die bekanntesten davon sind:
- Nawādir al-aḫbār fī manāqib al-aḫyār, Sammlung mit Heiligenlegenden über den Propheten, die Muslime der ersten Generationen und spätere Gelehrte, vollendet in Skopje im Jahre 1532.
- aš-Šaqāʾiq al-nuʿmānīya fī ʿulamāʾ ad-daula al-ʿUṯmānīya, eine Sammlung von 522 Biographien osmanischer Gelehrter und Sufis, die entsprechend der Herrschaft von zehn osmanischen Sultan in zehn Klassen (ṭabaqāt) eingeteilt sind. Das Werk, das der Autor am 16. Juli 1558 vollendete, beginnt mit der Herrschaft Osmans I. und reicht bis zur Herrschaft Süleyman des Prächtigen.[4] Von der vierten Klasse an ist die Darstellung gegliedert in religiöse Gelehrte und Derwisch-Scheiche, ab der siebten Klasse kommt ein drittes Kapitel über Ärzte hinzu. Die Darstellung endet mit einem autobiographischen Eintrag. Für die Einträge über frühere Mystiker stützte sich Taşköprüzade auf Lāmiʿīs türkische Bearbeitung von Dschāmis sufischer Biographiensammlung Nafaḥāt al-uns. Eine Druckausgabe erschien 1975 bei Dār al-kitāb al-ʿarabī in Beirut.[5] Es wurden mehrere türkische Übersetzungen des Werkes erstellt, die erste von ʿĀşık Çelebi (gest. 1569), zwei weitere von Mecdī (gest. 1591) und ʿAtāʾī (gest. 1635). Es existiert auch eine illustrierte Übersetzung von Mehmed Beliğrādī, die dieser für den osmanischen Sultan Osman II. erstellte. Außerdem gibt es mehrere arabische Fortschreibungen, von denen diejenige von ʿAlī ibn Bālī Mınık (gest. 1569) mit dem Titel al-ʿIqd al-manẓūm fī ḏikr afāḍil al-Rūm von Oskar Rescher ins Deutsche übersetzt wurde.[6]
- Miftāḥ al-saʿāda wa-miṣbāḥ al-siyāda fī mauḍūʿāt al-ʿulūm. Enzyklopädie, in der 155 Wissenschaften in ihrer historischen Entwicklung beschrieben werden. Auffällig ist, dass er im Kapitel zum Kalām al-Māturīdī erstmals als Gründer einer eigenen sunnitischen Kalām-Schule präsentiert.[3] Eine dreibändige Druckausgabe des Werks erschien 1985 bei Dār al-Kutub al-ʿilmīya in Beirut.[7] Das Werk wurde von Taşköprüzades Sohn ins Türkische übersetzt. Oskar Rescher übersetzte einen Teil des Werks ins Deutsche.[8]
- al-Maʿālim fī ʿilm al-kalām. Kompendium zur Kalām-Wissenschaft, das in seiner Struktur dem Werk Ṭawāliʿ al-anwār von al-Baidāwī folgt. Taşköprüzade erörtert an zahlreichen Stellen die Lehren von aschʿaritischen Gelehrten wie Fachr ad-Dīn ar-Rāzī, al-Āmidī und asch-Scharīf al-Dschurdschānī, doch bleibt er der māturiditischen Lehre treu. Das Werk ist nur in einer einzigen Handschrift, die in der Beyazıt Devlet Kütüphanesi in Istanbul liegt, überliefert.[3]